# Olympique Thonon Chablais
Maillots
L’Olympique Thonon Chablais, nommé Club sportif de Thonon jusqu'en 1987, est un club de football français de la ville de Thonon-les-Bains fondé en 1909. Ses couleurs sont le jaune et bleu et évolue à domicile au Stade Joseph-Moynat.
Le club fusionne en 2007 avec le Football Croix-de-Savoie 74 pour former l'Olympique Croix-de-Savoie 74, ensuite rebaptisé Évian Thonon-Gaillard Football Club le 1er juillet 2009.

## Historique
Fondé en 1909 et basé à Thonon-les-Bains, le Club sportif de Thonon (également connu sous le nom de Club sporting de Thonon) évolue au niveau régional du championnat de division d'honneur du Lyonnais des années 1930 jusqu'à la fin de la guerre.
Il est relégué à l'issue de la saison 1948-1949 avec 38 points à 5 points derrière l'US Annemasse, premier non relégable. Il joue ensuite en « Promotion de Ligue » pendant 14 ans, étant trois fois le vice-champion de cette compétition (en 1951, 1952 et 1959) sans jamais monter. De 1958 à 1960, l'ancien joueur professionnel français Mohammed Azzouz entraîner l'équipe. Le CST descend en en « promotion de district » à la fin de la saison 1963-1964, finissant 10e et dernière de son groupe.
Les dirigeants font alors appel à l'ancien joueur professionnel Maurice Lakière pour diriger l'équipe. Sous ses ordres, le CST remporte directement le championnat départemental de Promotion de District l'année de la relégation en 1965 et remonte en promotion de Ligue un an après l'avoir quitté. L'équipe est promue deux ans plus tard en « oromotion d'honneur », deuxième division régionale créée en 1963.
En Promotion d'Honneur (deuxième niveau régional), l'équipe, toujours entraînée par Lakière, se maintient facilement les premières années (4e en 1968),  (4e en 1969, 6e en 1970). Elle remporte en 1971 le championnat et est promue en DH (alors l'équivalent de la 4e division). L'ancien joueur professionnel français Jacky Veggia est alors engagé pour entraîner l'équipe, Lakière étant maintenant chargé de la formation des jeunes.
En division d'honneur, le CST arrive tout d'abord à assurer facilement son maintien (7e en 1972, 5e en 1974 et 3e en 1973) mais à la fin de la saison 1974-1975 le CST se maintient à la différence de but, ayant le même nombre de points (51) que le premier relégué, l'US Marnaz.
Jacky Veggia est alors remplacé par l'entraîneur-joueur (au poste de gardien de but) Jean-Pierre Carayon. Dès son arrivée, l'effectif, composé notamment de Claude Alphonse, Roland Lacroix et Christian Lacoste, tous formés par Lakière, se bat pour la montée avec le club phare de la région, le FC Grenoble. Cette année-là, le club atteint les 16e de finale de la coupe de France, qui se dispute encore en matchs aller-retour, joué contre l'AS Béziers alors en deuxième division. Devant environ 3000 spectateurs au match aller (au stade Joseph Moynat), Béziers l'emporte 1-2. Lors du match retour, le CST mène 1-0 à la 90e minute sur le terrain de Béziers et joue les prolongations. Béziers égalise, Thonon est éliminé. En championnat de division d'honneur, le CST ne réussit pas à jouer les premiers rôles jusqu'au bout de la saison, laissant une avance de neuf points au SO Pont-de-Cheruy à la fin de la saison. À cette époque,  Michel Frossard, chef d'entreprise thononais (directeur de la société de transport à son nom) et homme politique (conseiller général PS du canton de Thonon en 1979 et 1985), est président du club,. Toujours sous les ordres de Jean-Pierre Carayon, les Savoyards remportent en 1978 le championnat de DH,.
Dès sa première saison en division 3, le CS Thonon est promu en division 2 en terminant 2e du groupe Sud. Jean-Pierre Carayon dispute lors de cette saison ses derniers matchs en tant que joueur. Pour sa première saison en division 2, les Savoyards terminent 4e du groupe B puis 7e l'année suivante. En 1982, l'équipe, encore dirigée par Jean-Pierre Carayon, finit 2e du groupe A à égalité de points avec le Toulouse FC mais avec une différence de buts défavorable. L'équipe termine également cette saison avec la meilleure défense du groupe. En barrages d'accession, le CS Thonon est battu par le FC Mulhouse sur le score de cinq à un sur les deux rencontres. En fin d'année, Jean-Pierre Carayon est élu meilleur entraîneur de division 2 par le magazine France Football.
La saison suivante, le club termine 13e du groupe B. En avril 1984, le président du CS Thonon, Michel Frossard, est poussé à la démission et Jean-Pierre Carayon quitte alors son poste en solidarité avec lui.

Logo du CS Thonon

Les saisons suivantes, le club se classe à la 5e place en 1985, à la 13e en 1983 et 1986, et à la 9e en 1984. Il est finalement relégué à l'issue de la saison 1986-87, finissant 16e. De plus, plutôt que de descendre en D3, le club demande à être rétrogradé en Division 4 pour des raisons financières. Le CS Thonon ayant déposé le bilan, le club devient maintenant l'« Olympique Thonon-les-bains ».
En 1992, toujours en quatrième division, le club fusionne avec la Stella Thonon et devient le Thonon Chablais Football. Le nouveau club évolue au 4e échelon jusqu'en 1993 quand il est reversé en National 3 (5e échelon) à la suite de la réforme des échelons du football français. Vainqueur de son groupe de National 3 l'année de la relégation, l'OTC est promu en National 2 et y reste trois saisons, avant d'être finalement à nouveau relégué en cinquième division (maintenant appelée CFA 2) en 1997.
Rebaptisé « Olympique Thonon Chablais », le club descend alors les échelons des championnats nationaux et régionaux : en Division d'Honneur en 1998, en Division d'honneur régionale en 1999 puis en Promotion d'honneur régionale en 2001, où il évolue trois saisons. Il retrouve la DHR en 2004 d'où il est vite relégué en retournant en PHR dès 2005.

## Bilan par saison
| Saison                            | Championnat           | Championnat | Championnat | Championnat                   | Championnat | Championnat | Championnat | Championnat | Championnat | Championnat | Championnat | Championnat | Coupe de France |
| Saison                            | Division              | Niv.        | Classement  | P/R                           | Pts         | J           | V           | N           | D           | Bp          | Bc          | Diff        | Coupe de France |
| --------------------------------- | --------------------- | ----------- | ----------- | ----------------------------- | ----------- | ----------- | ----------- | ----------- | ----------- | ----------- | ----------- | ----------- | --------------- |
| Club sporting de Thonon-les-bains |                       |             |             |                               |             |             |             |             |             |             |             |             |                 |
| 1946-47                           | DH Lyonnais           | 4           | 7e          | -                             | 42          | 22          | 9           | 2           | 11          | 39          | 43          | -4          | -               |
| 1947-48                           | DH Lyonnais           | 4           | 8e          | -                             | 42          | 22          | 7           | 6           | 9           | 35          | 45          | -10         | -               |
| 1948-49                           | DH Lyonnais           | 4           | 12e         | en diminution                 | 38          | 24          | 4           | 6           | 14          | 32          | 58          | -26         | -               |
| 1949-71                           | Divisions inférieures | -           | -           | en augmentation               | -           | -           | -           | -           | -           | -           | -           | -           | -               |
| 1971-72                           | DH Lyonnais           | 4           | 8e          | -                             | 44          | 22          | 8           | 6           | 8           | 29          | 28          | +1          | -               |
| 1972-73                           | DH Lyonnais           | 4           | -           | -                             | -           | -           | -           | -           | -           | -           | -           | -           | -               |
| 1973-74                           | DH Lyonnais           | 4           | 5e          | -                             | 56          | 26          | 9           | 12          | 5           | 31          | 20          | +11         | -               |
| 1974-75                           | DH Lyonnais           | 4           | 8e          | -                             | 51          | 26          | 11          | 3           | 12          | 35          | 31          | +4          | -               |
| 1975-76                           | DH Lyonnais           | 4           | 6e          | -                             | 55          | 26          | 10          | 9           | 7           | 40          | 22          | +18         | -               |
| 1976-77                           | DH Lyonnais           | 4           | 2e          | -                             | 62          | 26          | 16          | 4           | 6           | 42          | 17          | +25         | -               |
| 1977-78                           | DH Lyonnais           | 4           | Champion    | en augmentation               | 63          | 26          | 15          | 7           | 4           | 51          | 19          | +32         | -               |
| 1978-79                           | Division 3 Gr. Sud    | 3           | 2e          | en augmentation               | 38          | 30          | 16          | 6           | 8           | 44          | 36          | +8          | -               |
| 1979-80                           | Division 2 Gr. B      | 2           | 4e          | -                             | 39          | 34          | 14          | 11          | 9           | 47          | 37          | +10         | -               |
| 1980-81                           | Division 2 Gr. A      | 2           | 7e          | -                             | 37          | 34          | 14          | 9           | 11          | 40          | 39          | +1          | -               |
| 1981-82                           | Division 2 Gr. A      | 2           | 2e          | -                             | 46          | 34          | 18          | 10          | 6           | 38          | 23          | +15         | -               |
| 1982-83                           | Division 2 Gr. B      | 2           | 13e         | -                             | 28          | 34          | 8           | 12          | 14          | 35          | 45          | -10         | -               |
| 1983-84                           | Division 2 Gr.A       | 2           | 9e          | -                             | 33          | 36          | 11          | 11          | 14          | 39          | 51          | -12         | -               |
| 1984-85                           | Division 2 Gr. B      | 2           | 5e          | -                             | 38          | 34          | 15          | 8           | 11          | 48          | 39          | 9           | -               |
| 1985-86                           | Division 2 Gr. A      | 2           | 13e         | -                             | 31          | 34          | 9           | 13          | 12          | 26          | 35          | -9          | -               |
| 1986-87                           | Division 2 Gr. B      | 2           | 16e         | en diminution · en diminution | 24          | 34          | 7           | 10          | 17          | 27          | 45          | -18         | -               |
| Olympique Thonon-les-Bains        |                       |             |             |                               |             |             |             |             |             |             |             |             |                 |
| 1987-88                           | Division 4 Gr. E      | 4           | 11e         | -                             | 21          | 26          | 6           | 9           | 11          | 20          | 21          | -1          | -               |
| 1988-98                           | Division 4 Gr. E      | 4           | 5e          | -                             | 31          | 26          | 10          | 11          | 5           | 42          | 29          | +13         | -               |
| 1989-90                           | Division 4 Gr. E      | 4           | 7e          | -                             | 28          | 26          | 10          | 8           | 8           | 29          | 17          | +12         | -               |
| 1990-91                           | Division 4 Gr. E      | 4           | 7e          | -                             | 27          | 26          | 8           | 11          | 7           | 21          | 22          | -1          | -               |
| 1991-92                           | Division 4 Gr. E      | 4           | 4e          | -                             | 35          | 26          | 14          | 7           | 5           | 39          | 20          | +19         | -               |
| Thonon Chablais Football          |                       |             |             |                               |             |             |             |             |             |             |             |             |                 |
| 1992-93                           | Division 4 Gr. F      | 4           | 9e          | -                             | 23          | 26          | 7           | 9           | 10          | 31          | 31          | 0           | -               |
| 1993-94                           | National 3 Gr. F      | 5           | Champion    | en augmentation               | 35          | 26          | 11          | 13          | 2           | 30          | 15          | +15         | -               |
| 1994-95                           | National 2 Gr. B      | 4           | 10e         | -                             | 34          | 34          | 10          | 14          | 10          | 46          | 38          | +8          | -               |
| 1995-96                           | National 2 Gr. C      | 4           | 11e         | -                             | 40          | 34          | 10          | 10          | 14          | 31          | 46          | -15         | -               |
| 1996-97                           | National 2 Gr. B      | 4           | 18e         | en diminution                 | 14          | 34          | 3           | 5           | 26          | 19          | 74          | -55         | -               |
| Olympique Thonon Chablais         |                       |             |             |                               |             |             |             |             |             |             |             |             |                 |
| 1997-98                           | CFA 2 Gr. H           | 5           | 18e         | en diminution                 | 15          | 30          | 3           | 6           | 21          | 19          | 72          | -53         | -               |
| 1998-99                           | DH Rhone-Alpes        | 6           | 14e         | en diminution                 | 43          | 26          | 4           | 5           | 17          | 35          | 58          | -23         | -               |
| 1999-2000                         | DHR C Rhône-Alpes     | 7           | 4e          | -                             | 54          | 22          | 9           | 6           | 7           | 25          | 29          | -4          | -               |
| 2000-01                           | DHR C Rhône-Alpes     | 7           | 11e         | en diminution                 | 37          | 22          | 4           | 3           | 15          | 26          | 47          | -21         | -               |
| 2001-04                           | PHR Rhône-Alpes       | 8           | -           | en augmentation               | -           | -           | -           | -           | -           | -           | -           | -           | -               |
| 2004-2005                         | DHR C Rhône-Alpes     | 7           | 11e         | en diminution                 | 42          | 26          | 6           | 3           | 13          | 34          | 51          | -17         | -               |
| 2005-07                           | PHR Rhône-Alpes       | 8           | -           | -                             | -           | -           | -           | -           | -           | -           | -           | -           | -               |
| = Promu = Relégué                 |                       |             |             |                               |             |             |             |             |             |             |             |             |                 |

## Palmarès
| Championnats nationaux | Championnats régionaux             | Coupes régionales                      |
| - Championnat de France de D2 - Deuxième : 1981-1982 (groupe A) - Championnat de France de D3 - Deuxième : 1978-1979 (groupe Sud) - Championnat National 3 (5e division) - Champion : 1993-1994 (groupe F) | - DH Rhône-Alpes - Champion : 1978 | - Coupe Rhône-Alpes - Vainqueur : 1989 |

## Personnalités

### Anciens joueurs
À l'époque de la promotion du club en deuxième division, le CS Thonon peut compter sur une génération de jeunes joueurs : Yvon Lainé (1977-1984), René Champeau (1976-1984), Christian Béchet (1977-1984), Rodolphe Costa (1973-1984). Les dirigeants ajoutent des joueurs expérimentées tels le gardien Frédéric Dobraje, le défenseur tchèque Anton Ondruš, les attaquants Christian Coste et Pierre Giudicelli.
Lors de la saison 1981-1982, l'équipe, dirigée par Jean-Pierre Carayon depuis 1975, est composé du gardien Dobraje, des défenseurs Michel Jean, Christian Bechet, Rodolphe Costa, des milieux de terrain René Champeau, Yvon Lainé, Yves Contesti, des attaquants Christian Coste (meilleur buteur cette saison-là), Giudicelli, Martin Maya et de Pascal Dupraz.
| - Rodolphe Costa - Pascal Dupraz - Miguel Esparell - Jean-Philippe Faure | - Pierre Giudicelli - Louis Gomis - Raynald Guegain - Michel Jean | - Yvon Lainé - Jean-Christian Lang - Joël Lopez - Martin Maya | - Anton Ondruš - Jean-Luc Perraud - Casimir Zuraczek - Jean-Philippe Girard |

### Entraîneurs
- 1958-1960 :  Mohammed Azzouz
- 1965-1971 :  Maurice Lakière
- 1971-1975 :  Jacky Veggia
- 1975- avril 1984 :  Jean-Pierre Carayon
- avril 1984-juin 1984	:  Michel Plumereau
- 1984-1985 :  Canzio Capaldini
- 1985-nov. 1986 :  Michel Plumereau
- nov. 1986-1987 :  Anton Ondruš
- 1987-1988 :  Christian Coste
- 2003-2006 :  Jean-Philippe Forêt